# Yeshey Zimba
Lyonpo Yeshey Zimba (10 ottobre 1952 – 16 settembre 2024) è stato un politico bhutanese, due volte primo ministro del Bhutan, nel 2000 e 2001 e nel 2004 e 2005.

## Biografia
Zimba studiò in India alla Saint Joseph's School di Darjeeling. Dopo aver conseguito due lauree, proseguì gli studi in economia all'Università del Wisconsin-Madison.
Divenne direttore generale della Regia autorità monetaria e in seguito lavorò presso il Ministero delle Finanze come segretario a partire dal 1991. Nel 1998 gli venne conferita la sciarpa arancione e venne nominato ministro.
Fu anche Primo ministro del Bhutan per due mandati, dal 2000 al 2001 e dal 2004 al 2005. In seguito all'introduzione della democrazia in Bhutan venne nominato Ministro del Lavoro e dell'Insediamento umano e fino al 2018 fu membro del Parlamento per la circoscrizione di Thimpu sud.